# کرم چاتای
کَرَم چاتای (به ترکی استانبولی: Kerem Çatay؛ زاده ۱۹۷۹) مدیر عامل شرکت فیلم‌سازی آی یاپیم و تهیه کنندهٔ فیلم است.
کرم چاتای ، تهیه کننده مجموعه های تلویزیونی جسور و خوشگل ، پول سیاه عشق ، کارادایی ، جزر و مد و ۵ برادر ، که در سال ۲۰۱۵ با پخش قسمت های آخر از شبکه های تلویزیونی ترکیه خداحافظی کرد ؛ در سال های گذشته ، او همچنین مجموعه های تلویزیونی زیادی مانند گرگ سعید و شورا ، کوزی گونی، فاطما گل ، ازل ، عشق ممنوع ، نفوذی را تولید کرد. برگریزان مجموعه تلویزیونی است که کرم چاتای در سال ۲۰۰۴ تولید کرده است که در شبکه های تلویزیونی ترکیه و همچنین در خاورمیانه ، بالکان ، اروپا و آمریکا پخش شده است.
کرم چاتای ، تهیه کننده فیلم "Bi küçük Eylül meselesi" در سال ۲۰۱۴ و همچنین تهیه کنندهٔ مشترک فیلم Dedemin Insanları است که در سال ۲۰۱۱ اکران شد.

## فیلم شناسی

### فیلم های سینمایی
| پخش اولیه | نام فیلم                | نقش (های) اصلی                                                                                  | تهیه کننده             | کارگردان             |
| ۲۰۱۹      | دنیای آزاد              | مورات سرزلی، هایال کسه اوغلو، ادریس نبی تاشکان، رابیا سویتورک، گوربی ایرلی، سامی آکسو، مکین سزر | کرم چاتای              | شوکی اس، فاروک آکسوی |
| ۲۰۱۹      | یک عشق دو زندگی         | انگین آکیورک، برگزار کورل                                                                       | کرم چاتای، فاتیح آکسوی | علی بیلگین           |
| ۲۰۱۸      | به خاطر ما قهرمان       | اکین کوچ، فرح زینب عبدالله، فیکرت کوشکان                                                        | کرم چاتای، فاتیح آکسوی | احمد کاتیکسیز        |
| ۲۰۱۵      | بانک قلب های شکسته      | هالوک بیلگینر، احمد ممتاز تایلان، هازال کایا، سرکان کسکین                                       | کرم چاتای              | اونور هونلو          |
| ۲۰۱۵      | دلیبال                  | چاعاتای اولوسوی، لیلا توغوتلو                                                                   | کرم چاتای              | علی بیلگین           |
| ۲۰۱۴      | Bi Küçük Eylül Meselesi | فرح زینب عبدالله، انگین آکیورک                                                                  | کرم چاتای              | کرم درن              |
| --------- | ----------------------- | ----------------------------------------------------------------------------------------------- | ---------------------- | -------------------- |

### مجموعه های تلویزیونی
| پخش اولیه | نام سریال                   | نقش (های) اصلی | تهیه کننده                         | کانال (شبکه)                      |
| -۲۰۲۱     | مطیع ها                     | نا معلوم | کرم چاتای                          | نتفلیکس                           |
| -۲۰۲۱     | سه قرون                     | تانر اولمز، اوراز کایگیلار اوغلو، لیلا تانلار                                                                             | کرم چاتای                          | شو تی‌وی                           |
| -۲۰۲۱     | داستان جزیره                | آیچا آیشین توران، آلپ ناوروز                                                                                              | کرم چاتای                          | استار تی‌وی                        |
| ۲۰۲۱      | پرواز پرنده                 | بیرجه آکالای، ابراهیم چلیک‌کول، میرای دانر، ایرم ساک                                                                       | کرم چاتای                          | نتفلیکس                           |
| ۲۰۲۱      | عشق ۱۰۱ (فصل دوم)           | کان اورگانجی‌اوغلو، بورا گولسوی، پینار دنیز، مرت یازیجی‌اوغلو، کوبیلای آکا، آلینا بوز، صلاح الدین پاشالی، ایپک فیلیز یازیجی | کرم چاتای                          | نتفلیکس                           |
| -۲۰۲۱     | کامیون قرمز                 | گورکم سویندیک، نیلای دنیز، اوشان چاکیر                                                                                    | کرم چاتای، سوآوی دوعان             | شو تی‌وی                           |
| ۲۰۲۰-۲۰۲۱ | شعله ور                     | دمت اوگار، هازار ارگچلو، دیلان چیچک دنیز                                                                                  | کرم چاتای                          | شو تی‌وی                           |
| ۲۰۲۰      | زندگی جدید                  | سرکان چای اوغلو، ملیسا آسلی پاموک                                                                                         | کرم چاتای                          | کانال د                           |
| -۲۰۲۰     | با مدیر برنامه ام تماس بگیر | باریش فالای، جانان ارگودر، فاتیح آرتمان، سرهات تئومان، آیشنیل شاملی اوغلو، اوزگه بوراک، آهسن اراوغلو، دنیز جان آکتاش      | کرم چاتای                          | استار تی‌وی                        |
| ۲۰۲۰      | عشق ۱۰۱                     | کان اورگانجی‌اوغلو، پینار دنیز، مرت یازیجی‌اوغلو، کوبیلای آکا، آلینا بوز، صلاح الدین پاشالی، ایپک فیلیز یازیجی              | کرم چاتای                          | نتفلیکس                           |
| ۲۰۲۰      | بابل                        | هالیت ارگنچ، هونور سایلاک، آسلی انور، بیرجه آکالای، نور فتاح اوغلو، مسعود آکوستا، برن کاسیم اعولاری، اوزان گوون           | کرم چاتای                          | استار تی‌وی                        |
| ۲۰۲۰      | زمستان سخت                  | آلپرن دویماز، آیچا آیشین توران، جانر جیندوروک، هازال فیلیز کوچوک‌کوسه، شبنم دونمز، زرین تکیندور                            | کرم چاتای                          | شو تی‌وی                           |
| ۲۰۱۹      | حکیم اوغلو                  | تیموچین اسن، اوکان یالابیک، ابرو اوزکان، کان ییلدیریم، آیتاچ شاشماز، داملا چولبی                                          | کرم چاتای، عمر اوزگونر، اومو برهان | کانال د                           |
| ۲۰۱۹      | کلاغ                        | باریش آردوچ، بورجو بیریجیک                                                                                                | کرم چاتای                          | استار تی‌وی                        |
| ۲۰۱۸      | شخصیت                       | هالوک بیلگینر، جانسو دره                                                                                                  | کرم چاتای                          | Puhutv                            |
| ۲۰۱۸-۲۰۱۹ | تصادف                       | کیوانچ تاتلیتوغ، الچین سانگو، هونور سایلاک، ملیسا آصلی پاموک، آلپرن دویماز                                                | کرم چاتای                          | شو تی‌وی                           |
| ۲۰۱۸      | ۸ روز                       | بورجو بیریجیک، بورا گولسوی، موسی اوزونلار، جیدا دوونجی، جم دوران، اییت کیرازجی، هاکان کورتاش                              | کرم چاتای                          | ATV                               |
| ۲۰۱۷-۲۰۱۸ | خرده‌جنایت‌ها                 | گوکچه بهادیر، آصلیهان گوربوز، مرت فیرات، باده ایشچیل، تولین اوزن                                                          | کرم چاتای                          | استار تی‌وی                        |
| ۲۰۱۷-۲۰۲۱ | گودال                       | آراس بولوت اینملی، پریهان ساواش، مفید کایاجان، ارکان کولچاک کوستندیل، رضا کجااوغلو، نجیپ ممیلی، داملا سونمز               | کرم چاتای، پلین دیشتاش             | شو تی‌وی                           |
| ۲۰۱۷-۲۰۱۸ | فی                          | اوزان گوون، سرنای ساری‌کایا، محمت گونسور                                                                                   | کرم چاتای                          | Puhutv                            |
| ۲۰۱۶-۲۰۱۷ | این شهر پشت سرت خواهد آمد   | کرم بورسین، لیلا توغوتلو، گورکان اویگون                                                                                   | کرم چاتای                          | ATV                               |
| ۲۰۱۶-۲۰۱۷ | جسور و خوشگل                | کیوانچ تاتلیتوغ، طوبا بویوک‌اوستون                                                                                         | کرم چاتای                          | استار تی‌وی                        |
| ۲۰۱۶-۲۰۱۷ | نفوذی                       | چاعاتای اولوسوی، آراس بولوت اینملی، چتین تکیندور                                                                          | کرم چاتای                          | شو تی‌وی                           |
| ۲۰۱۵      | Analar ve Anneler           | اکان یالابیک، بین‌نور کایا، سینم کوبال، هازار ارگچلو                                                                       | کرم چاتای                          | ATV                               |
| ۲۰۱۵      | پنج برادر                   | سرکان کسکین، عثمان سونانت، تانسو بیچر، نادیر ساری باجاک، فاتیح آرتمان                                                     | کرم چاتای                          | کانال د                           |
| ۲۰۱۵-۲۰۱۷ | کارا سودا                   | بوراک اوزچیویت، نسلیهان آتاگول، کان اورگانجی‌اوغلو                                                                         | کرم چاتای                          | استار تی‌وی                        |
| ۲۰۱۴-۲۰۱۵ | گرگ سعید و شورا             | کیوانچ تاتلیتوغ، فرح زینب عبدالله                                                                                         | کرم چاتای                          | استار تی‌وی                        |
| ۲۰۱۴-۲۰۱۵ | پول سیاه عشق                | انگین آکیورک، طوبا بویوک‌اوستون                                                                                            | کرم چاتای                          | ATV                               |
| ۲۰۱۳-۲۰۱۵ | جزر و مد                    | چاعاتای اولوسوی، سرنای ساری‌کایا                                                                                           | کرم چاتای                          | استار تی‌وی                        |
| ۲۰۱۳      | ۲۰ دقیقه                    | طوبا بویوک‌اوستون، ایلکر آکسوم                                                                                             | کرم چاتای                          | استار تی‌وی                        |
| ۲۰۱۲      | پایان                       | اییت اوزشنر، نهیر اردوغان، ارکان جان، براک توزوناتاچ، انگین آلتان دوزیاتان                                                | کرم چاتای                          | ATV                               |
| ۲۰۱۲-۲۰۱۵ | کارادایی                    | کنعان امیرزالی‌اوغلو، برگزار کورل، چتین تکیندور، یوردائر اوکور                                                             | کرم چاتای                          | ATV                               |
| ۲۰۱۱-۲۰۱۳ | کوزی گونی                   | کیوانچ تاتلیتوغ، بورا گولسوی، اویکو کارایل، باده ایشچیل، هازار ارگچلو                                                     | کرم چاتای                          | کانال د                           |
| ۲۰۱۱      | روسری قرمز                  | سچکین اوزدمیر، اوزگه اوزپیرینچی، باریش فالای، نسرین جواد زاده                                                             | کرم چاتای                          | ATV                               |
| ۲۰۱۰-۲۰۱۲ | تقصیر فاطما گل چیه؟         | برن سات، انگین آکیورک | کرم چاتای                          | کانال د                           |
| ۲۰۰۹-۲۰۱۱ | ایزل                        | کنعان ایمیرزالی‌اوغلو، جانسو دره، اییت اوزشنر، باریش فالای                                                                 | کرم چاتای                          | ATV                               |
| ۲۰۰۸-۲۰۱۰ | عشق ممنوع                   | کیوانچ تاتلیتوغ، برن سات، نباهات چهره، سلچوک یونتم، هازال کایا                                                            | کرم چاتای                          | کانال د                           |
| ۲۰۰۷      | منکشه و هلیل                | صدف آوجی، کیوانچ تاتلیتوغ                                                                                                 | کرم چاتای                          | کانال د، یورو د. تکرار استار تی‌وی |
| ۲۰۰۷      | راه شیری                    | اوزجان دنیز، ویلدان آتاسور                                                                                                | کرم چاتای                          | ATV                               |
| ۲۰۰۷      | از بوسه تا عشق              | آصلی تان‌دوعان، بوراک حکی، اییت اوزشنر                                                                                     | کرم چاتای                          | شو تی‌وی                           |
| ۲۰۰۷      | عشق از نو                   | زرین تکیندور | کرم چاتای                          | TRT 1                             |
| ۲۰۰۶      | برگریزان                    | هلیل ارگون، گوون اوکنا، بنو ییلدیریم‌لار،‌فخریه اوجن، گوکچه بهادیر، دنیز چاکیر                                              | کرم چاتای                          | کانال د                           |
| --------- | --------------------------- | --- | ---------------------------------- | --------------------------------- |